# Empecamenta impressiceps
Empecamenta impressiceps är en skalbaggsart som beskrevs av Moser 1914. Empecamenta impressiceps ingår i släktet Empecamenta och familjen Melolonthidae. Inga underarter finns listade i Catalogue of Life.